# Irlandia Północna na Igrzyskach Imperium Brytyjskiego 1934
Irlandia Północna wystartowała na Igrzyskach Imperium Brytyjskiego w 1934 roku w Londynie jako jedna z 16 reprezentacji. Była to druga edycja tej imprezy sportowej oraz pierwszy samodzielny start zawodników z tego kraju. Cztery lata wcześniej Irlandia Północna oraz hrabstwa południowe startowały w jednej reprezentacji Irlandii. Reprezentacja zajęła dziewiąte miejsce w generalnej klasyfikacji medalowej igrzysk, zdobywając jeden srebrny i dwa brązowe medale. Zawodnicy startowali w boksie, lekkoatletyce, kolarstwie i grze w bowls.

## Medale
| Dyscyplina | Złoto | Srebro | Brąz | Razem |
| ---------- | ----- | ------ | ---- | ----- |
| Bowls      | -     | 1      | -    | 1     |
| Boks       | -     | -      | 2    | 2     |

## Medaliści
Boks
- William Duncan - waga półśrednia
- Jimmy Magill - waga średnia

 Bowls
- Percy Watson, Charlie Clawson, George Watson, Cecil Curran - turniej czwórek